# Ga Dongdaemun
Ga Dongdaemun (Tiếng Hàn: 동대문역, Hanja: 東大門驛) là ga nằm trên Tàu điện ngầm vùng thủ đô Seoul tuyến 1 và Tàu điện ngầm vùng thủ đô Seoul tuyến 4 ở Changsin-dong và Jongno 6-ga, Jongno-gu, Seoul. Nó được đặt tên sau một trong bốn cổng thành của bức tường xung quanh Seoul cổ, và nằm ở cuối phía Đông của Jongno. Nhà ga này cũng gần siêu thị Dongdaemun. Trước đây, nó thuộc về Dongdaemun-gu, nhưng bây giờ nó thuộc thẩm quyền của Jongno-gu.
Vào tháng 12 năm 2010 nhà ga được ghi nhận là nơi có lượng tiêu thụ dữ liệu WiFi cao thứ ba trong tất cả ga Tàu điện ngầm Seoul, sau đó là Ga xe buýt tốc hành, Ga Sadang, và sau đó là Ga Jamsil và Ga Jongno 3-ga.

## Lịch sử
- 15 tháng 8 năm 1974: Bắt đầu kinh doanh với việc khai trương Tuyến 1 (8 lối ra)
- 13 tháng 9 năm 1983: Tên ga tàu điện ngầm Seoul tuyến 4 được quyết định là Ga Dongdaemun[3]
- 18 tháng 10 năm 1985: Nó trở thành ga trung chuyển với việc khai trương Tàu điện ngầm Seoul tuyến 4 đoạn Đại học Hansung ~ Sadang (2 lối ra bổ sung, mở rộng thành 10 lối ra)[4]
- 20 tháng 12 năm 2005: Tàu đến và đi di chuyển đến ga Dongmyo
- 2005 ~ 2006: Cải tạo sửa chữa nhà ga, lắp đặt cửa chắn tại các nhà ga trên Tuyến 4
- 2008: Lắp đặt cửa chắn tại các nhà ga trên Tuyến 1

## Bố trí ga

### Tuyến số 1 (B2F)
| ↑ Dongmyo        |
| \| S/B           |
| Jongno 5(o)-ga ↓ |

| Hướng Bắc | ●Tuyến 1 | ← Hướng đi Dongmyo · Cheongnyangni · Đại học Kwangwoon · Yeoncheon |
| Hướng Nam | ●Tuyến 1 | → Hướng đi Jongno 3(sam)-ga · Seoul · Incheon · Sinchang →         |

| Tuyến và hướng                                                        | Chuyển tuyến nhanh |
| --------------------------------------------------------------------- | ------------------ |
| Tuyến 1 (Hướng Yeoncheon, Cheongnyangni, Đại học Kwangwoon) → Tuyến 4 | 9-3                |
| Tuyến 1 (Hướng Incheon, Sinchang, Seodongtan) → Tuyến 4               | 1-3                |

### Tuyến số 4 (B4F)
| Hyehwa ↑                                 |
| S/B N/B \|                               |
| ↓ Công viên Lịch sử & Văn hóa Dongdaemun |

| Hướng Bắc | ● Tuyến 4 | ← Hướng đi đại học Hansung · Danggogae · Jinjeop                |
| Hướng Nam | ● Tuyến 4 | → Hướng đi Seoul · Sadang · Geumjeong · Sanbon · Ansan · Oido → |

| Tuyến và hướng                    | Chuyển tuyến nhanh |
| --------------------------------- | ------------------ |
| Tuyến 4 (Hướng Jinjeop) → Tuyến 1 | 3-4                |
| Tuyến 4 (Hướng Oido) → Tuyến 1    | 7-4                |

## Xung quanh nhà ga
| Lối ra \| 나가는 곳 \| Exit \| 出口 | Lối ra \| 나가는 곳 \| Exit \| 出口 |
| ----------------------------------- | --- |
| 1                                   | Hộp cảnh sát Deoksan, Trung tâm mua sắm Dongdaemun, Trung tâm cảnh sát Deoksan, Dinh thự Dongdaemun, Công viên Heunginjimun, Bảo tàng tường thành Hanyang, Trung tâm dịch vụ cộng đồng 2-dong Changsin, Trường tiểu học Changsin Seoul |
| 2                                   | Trung tâm An ninh Deoksan, Dinh thự Dongdaemun, Trung tâm Dịch vụ Cộng đồng Changsin 2-dong, Trường tiểu học Changsin |
| 3                                   | Trung tâm dịch vụ cộng đồng Changsin 2-dong, Trường tiểu học Changsin, Trung tâm cộng đồng Jongno-gu, Tổng công ty quản lý cơ sở Jongno-gu, Văn phòng Changsin 2-dong                                                                  |
| 4                                   | Trung tâm dịch vụ cộng đồng Changsin 1-dong, Trường tiểu học Sungshin, Văn phòng phẩm, Cửa hàng bán buôn đồ chơi, Văn phòng Changsin 1-dong                                                                                            |
| 5                                   | Trung tâm mua sắm Dongdaemun, Chợ Pyeonghwa.Heungin, Chợ Dongmun |
| 6                                   | Trung tâm mua sắm Dongdaemun, Chợ Pyeonghwa.Heungin, Trung tâm thông tin du lịch Seoul, Sân vận động Dongdaemun, Chợ bán buôn giày, Khách sạn phía Đông, Heunginjimun                                                                  |
| 7                                   | Heunginjimun, Cửa hàng bán buôn giày, Ngân hàng Kookmin, Khách sạn Dongdaemun |
| 8                                   | Cheonggye 6-ga, Phố Cửa hàng Sách cũ Cheonggyecheon, DDP, Tháp Doosan (DOOTA), Migliore |
| 9                                   | Trung tâm thương mại Dongdaemun |
| 10                                  | Nhà thuốc đông y |

## Thay đổi hành khách
| Năm                                        | Số lượng hành khách (người) | Số lượng hành khách (người)                      | Tổng cộng | Ghi chú |
| Năm                                        |                             | liên kết=Tàu điện ngầm vùng thủ đô Seoul tuyến 4 | Tổng cộng | Ghi chú |
| ------------------------------------------ | --------------------------- | ------------------------------------------------ | --------- | ------- |
| 1994                                       | 64,255                      | 47,003                                           | 111,258   |         |
| 1995                                       | 64,943                      | 42,965                                           | 107,908   |         |
| 1996                                       | 58,202                      | 44,920                                           | 103,122   |         |
| 1997                                       | 57,555                      | 45,858                                           | 103,413   |         |
| 1998                                       | 56,929                      | 46,741                                           | 103,670   |         |
| 1999                                       | —                           | —                                                | —         |         |
| 2000                                       | 55,530                      | 54,772                                           | 110,302   |         |
| 2001                                       | 48,670                      | 53,841                                           | 102,511   |         |
| 2002                                       | 46,236                      | 52,025                                           | 98,261    |         |
| 2003                                       | 44,144                      | 50,633                                           | 94,777    |         |
| 2004                                       | 45,243                      | 54,420                                           | 99,663    |         |
| 2005                                       | 45,265                      | 56,478                                           | 101,743   |         |
| 2006                                       | 38,866                      | 56,141                                           | 95,007    |         |
| 2007                                       | 38,403                      | 52,153                                           | 90,556    |         |
| 2008                                       | 36,277                      | 51,122                                           | 87,399    |         |
| 2009                                       | 34,998                      | 50,668                                           | 85,666    |         |
| 2010                                       | 36,237                      | 52,280                                           | 88,517    |         |
| 2011                                       | 36,943                      | 54,247                                           | 91,190    |         |
| 2012                                       | 34,663                      | 55,446                                           | 90,109    |         |
| 2013                                       | 34,766                      | 55,186                                           | 89,952    |         |
| 2014                                       | 35,509                      | 54,808                                           | 90,317    |         |
| 2015                                       | 34,717                      | 50,960                                           | 85,677    |         |
| 2016                                       | 34,439                      | 53,048                                           | 87,487    |         |
| 2017                                       | 33,510                      | 50,864                                           | 84,374    |         |
| 2018                                       | 31,973                      | 49,844                                           | 81,817    |         |
| 2019                                       | 31,542                      | 49,626                                           | 81,168    |         |
| 2020                                       | 20,482                      | 33,509                                           | 53,991    |         |
| 2021                                       | 19,477                      | 32,546                                           | 52,023    |         |
| 2022                                       | 20,840                      | 34,371                                           | 55,211    |         |
| 2023                                       | 22,892                      | 38,117                                           | 61,009    |         |
| Nguồn                                      |                             |                                                  |           |         |
| : Phòng dữ liệu Tổng công ty Vận tải Seoul |                             |                                                  |           |         |

## Hình ảnh

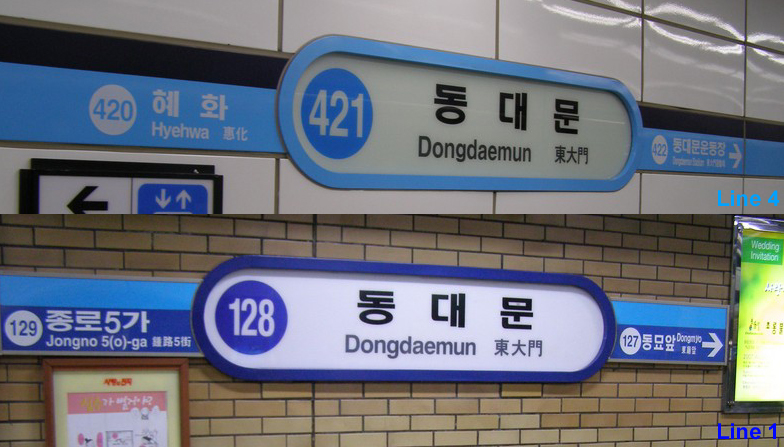
Bảng tên ga Tuyến 1, 4 cũ
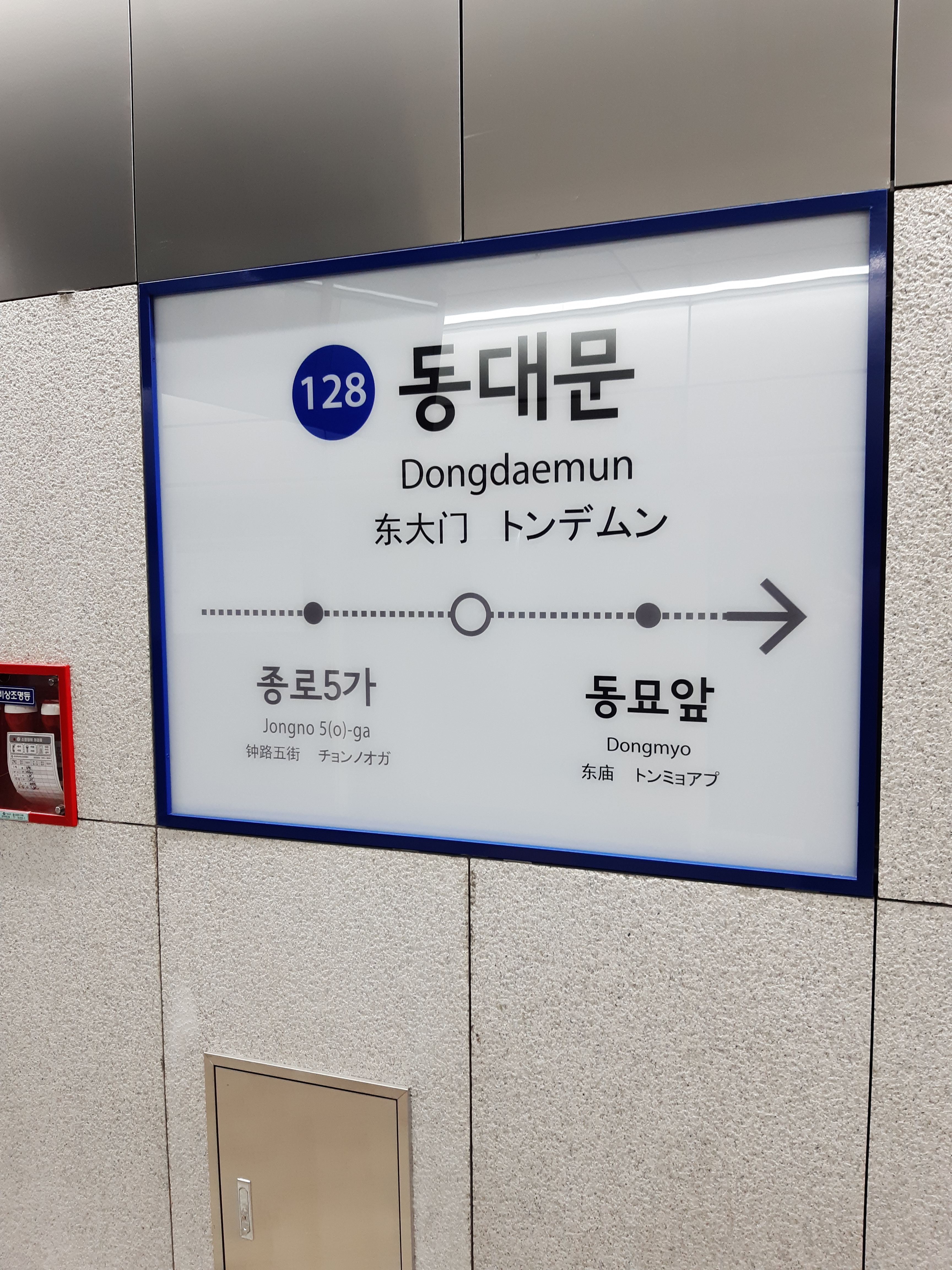
Bảng tên ga Tuyến 1
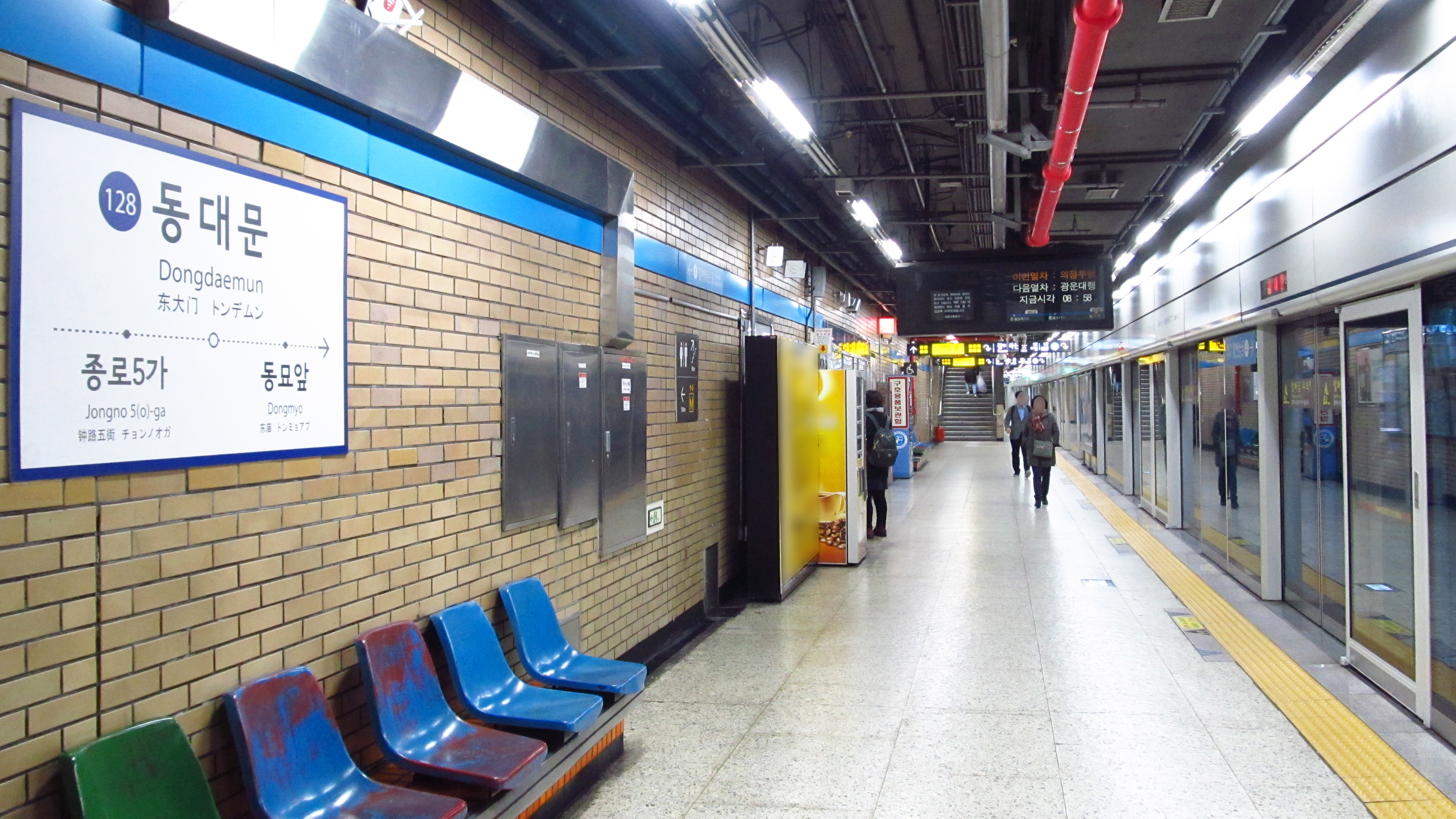
Sân ga Tuyến 1 trước khi sửa
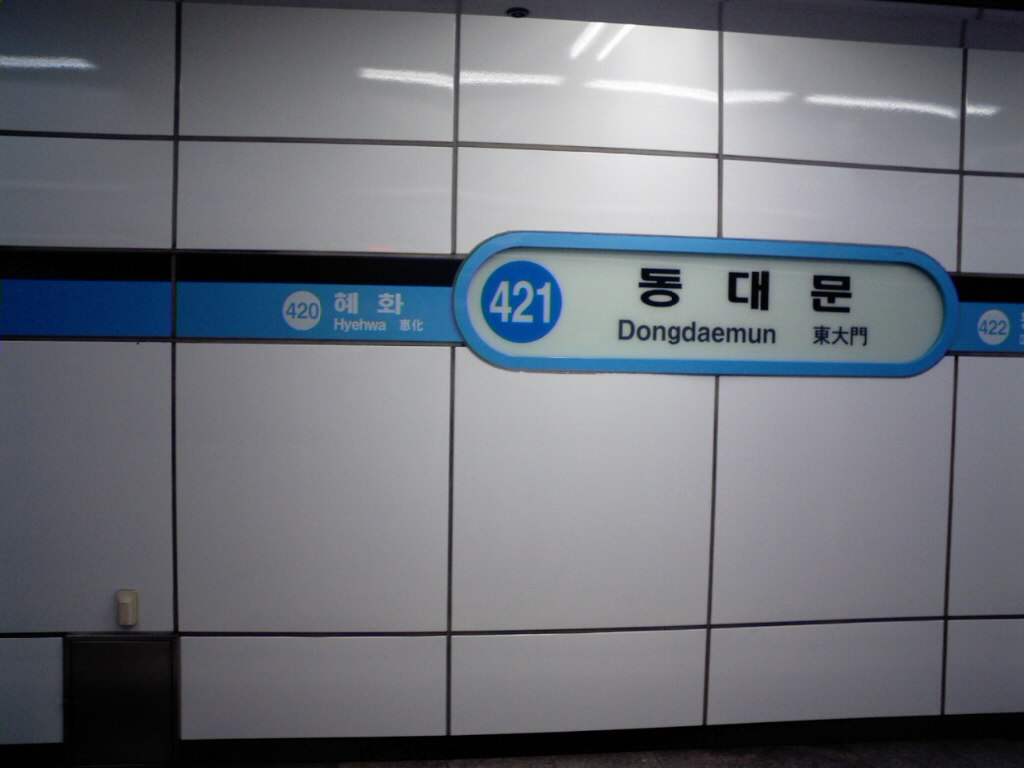
Bảng tên ga Tuyến 4
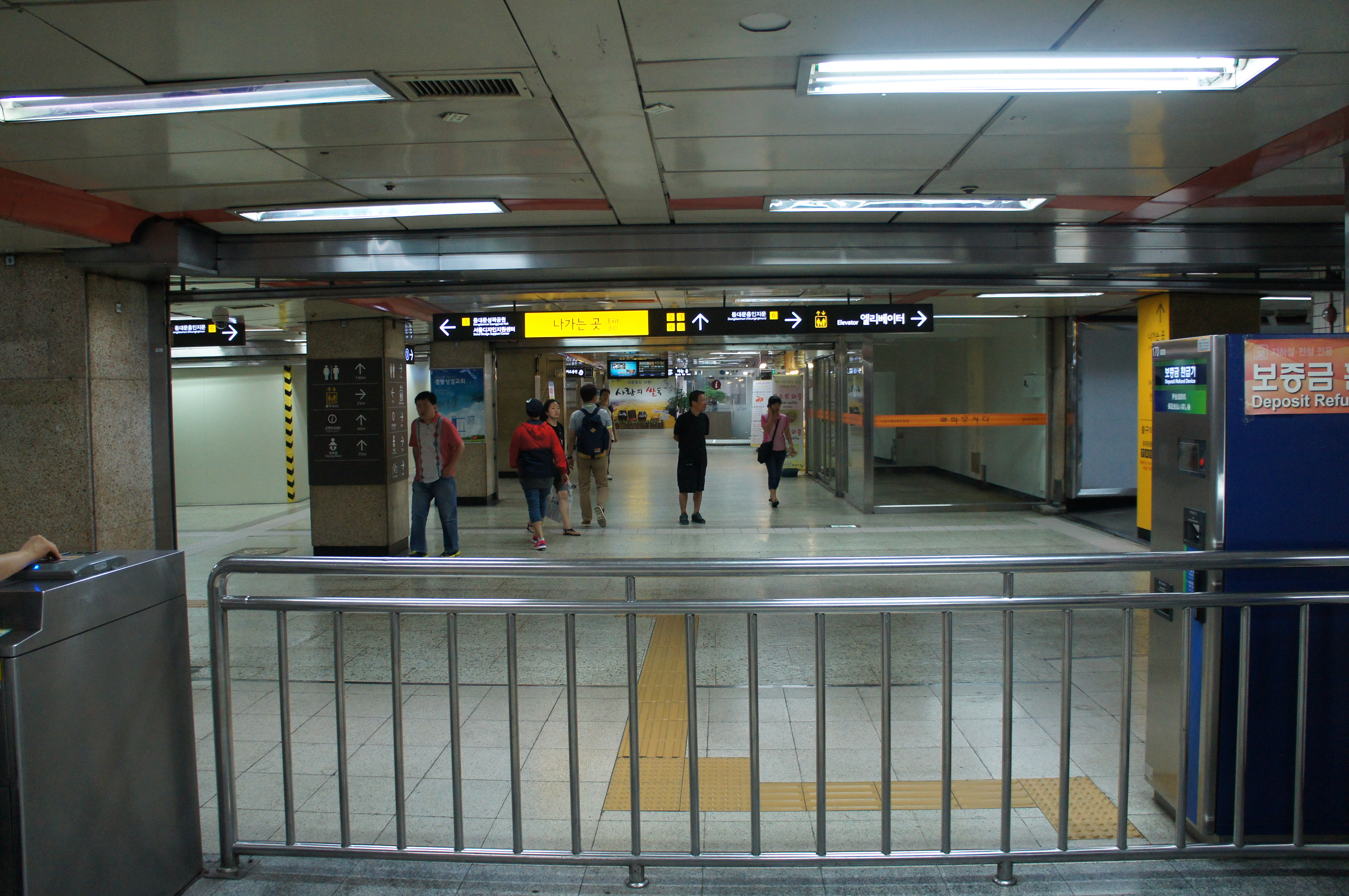
Sảnh Tuyến 1
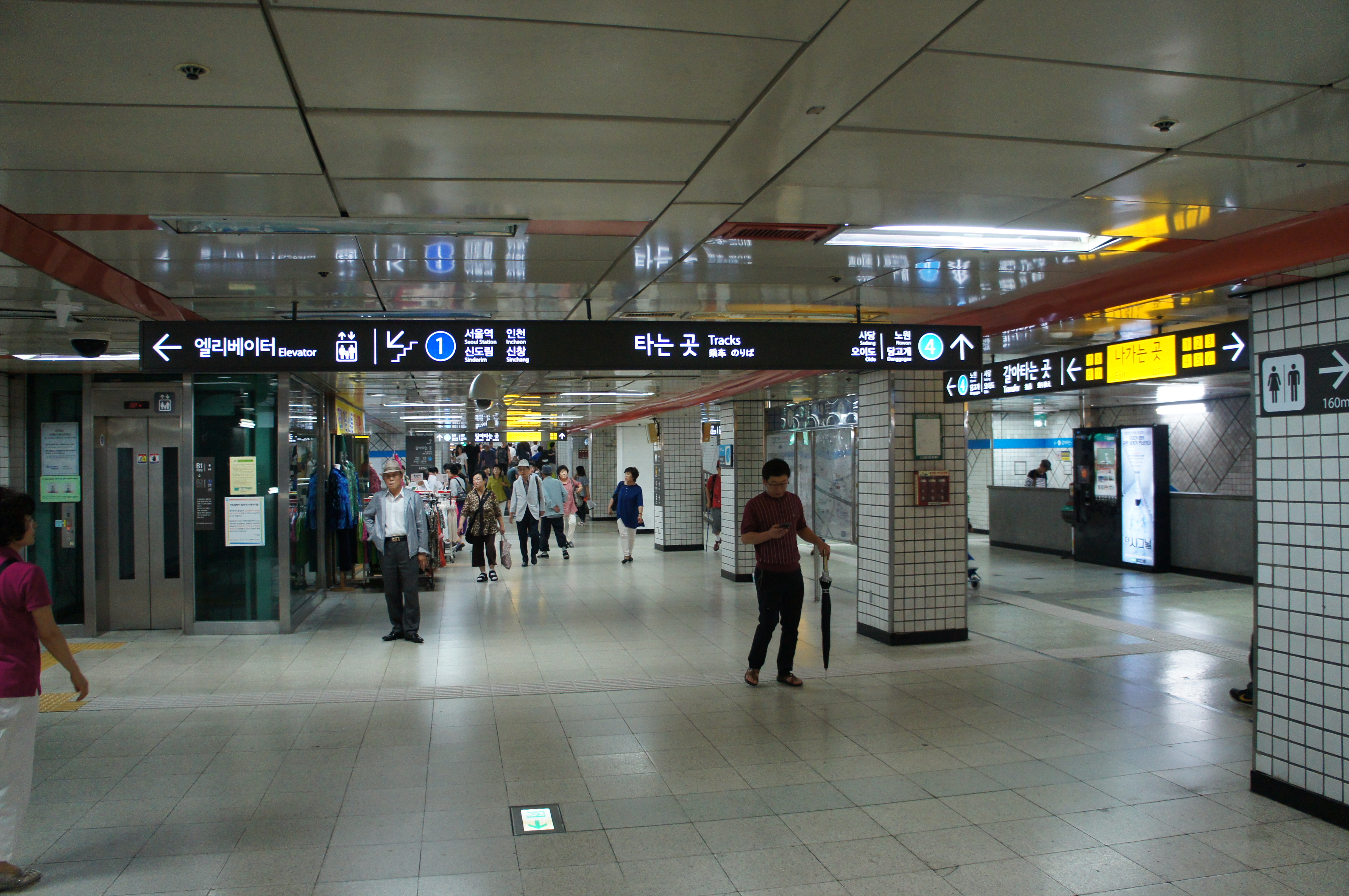
Lối đi chuyển tuyến
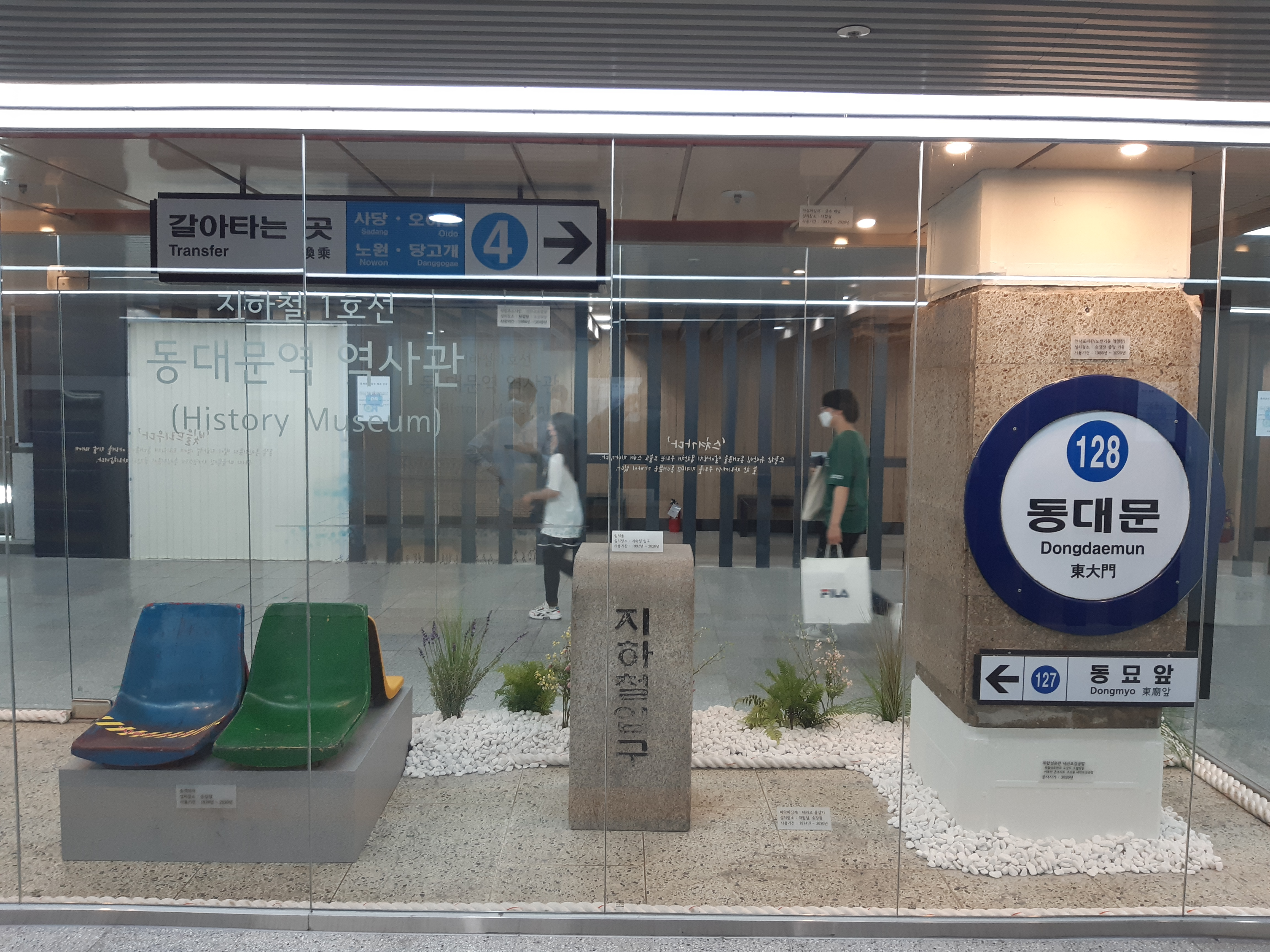
Phòng trưng bày lịch sử